# Във вашия дом 11: Погребан жив
Във вашия дом 11: Погребан жив (на английски: In Your House 11: Buried Alive) е единадесетото pay-per-view събитие от поредицата Във вашия дом, продуцирано от Световната федерация по кеч (WWF). Събитието първоначално се провежда на 20 октомври 1996 г. в Индианаполис, Индиана.

## Обща информация
Основното събитие е първият мач погребан жив, между Гробаря и Менкайнд. В ъндъркарда Психаря Сид се изправя срещу Вейдър в мач за определяне на №1 претендент за Световната титла в тежка категория на WWF, а Марк Меро защитава Интерконтиненталната титла срещу Златен прах. Това е първото PPV на WWF, в което настоящият световен шампион не участва в шоуто. Забележителен факт е и дебютът на музиката „Hell Frozen Over“ на Ледения Стив Остин, включваща счупването на стъкло в началото. Счупеното стъкло в началото, заедно с мелодията, която произлиза от „Hell Frozen Over“, ще стане част от героя на Остин до края на кариерата му.
С пускането на WWE Network през 2014 г. това шоу става достъпно при поискване, но не включва трите тъмни мача.

## Резултати
| №                                                                        | Резултати                                                                                         | Правила                                                                                           | Време |
| ------------------------------------------------------------------------ | ------------------------------------------------------------------------------------------------- | ------------------------------------------------------------------------------------------------- | ----- |
| 1Т                                                                       | Преследвача побеждава Джъстин Брадшоу (с Чичо Зебекия)                                            | Индивидуален мач                                                                                  | 20:00 |
| 2                                                                        | Ледения Стив Остин поб. Хънтър Хърст Хелмсли                                                      | Индивидуален мач                                                                                  | 15:30 |
| 3                                                                        | Оуен Харт и Британския Булдог (ш) (с Кларънс Мейсън) поб. Димящите дула (Барт Гън и Били Гън) (ш) | Отборен мач за Световните отборни титли на WWF                                                    | 09:17 |
| 4                                                                        | Марк Меро (ш) (със Сейбъл) поб. Златен прах (с Марлена)                                           | Индивидуален мач за Интерконтиненталната титла на WWF                                             | 11:38 |
| 5                                                                        | Психаря Сид поб. Вейдър (с Джим Корнет)                                                           | Индивидуален мач за №1 претендент за Световната титла в тежка категория на WWF на Серии Оцеляване | 08:00 |
| 6                                                                        | Гробаря поб. Менкайнд (с Пол Беарър)                                                              | Мач погребан жив                                                                                  | 18:25 |
| - (ш) – указва шампиона/шампионите в мача - Т – показва, че мача е тъмен |                                                                                                   |                                                                                                   |       |